# هوهنلایمباخ
هوهنلایمباخ (به آلمانی: Hohenleimbach) یک شهر در آلمان است که در اهرویلر واقع شده‌است. هوهنلایمباخ ۳۶۰ نفر جمعیت دارد.